# Belangenvereniging van Kleine Mensen
De Belangenvereniging van Kleine Mensen (BVKM) is de Nederlandse belangenvereniging voor kleine mensen en patiënten met skeletdysplasie. De vereniging richt zich op mensen met een of meer van de tweehonderd medische aandoeningen die vallen onder de noemer dwerggroei.  De meeste leden hebben een aantoonbare groeistoornis en zijn kleiner dan 155 cm.  Vrijwilligers zijn verantwoordelijk voor de organisatie.

## Oprichting
De BVKM werd in december 1973 opgericht door Lenie Voorn (née Matton), als een Nederlandse organisatie voor ondersteuning en informatie aan mensen van korte lengte en hun gezinnen.
Binnen anderhalf jaar na de oprichting waren 500 kleine mensen lid geworden en beschikte de vereniging inmiddels over een maatschappelijk werker en een psycholoog. Duidelijk werd dat de problemen voor kleine mensen veel groter waren dan gedacht. Wonen, kleding, openbaar vervoer, solliciteren bleken tot veel mentale en praktische problemen te leiden. 

## Doelen
De vereniging heeft als hoofddoel ondersteuning te bieden aan kleine mensen zodat deze in staat zijn volwaardig en gelijkwaardig hun plek in de maatschappij in te nemen.
Andere doelen van de vereniging zijn: 
- Het behartigen van de gemeenschappelijke en individuele belangen van personen die voldoen aan de eisen die voor het lidmaatschap worden gesteld (deze belangenbehartiging geschiedt in de ruimste zin van het woord en op algemene basis)[11]
- Het onderhouden van contacten met overheidsinstanties en alle overige ter zake doende instellingen, bedrijven en personen[12]
- Het aantrekken van c.q. verzoeken om medewerking van ter zake kundige personen
- Het onderhouden van contacten met soortgelijke instellingen in het buitenland

## Activiteiten
Leden en direct betrokkenen kunnen voorlichting krijgen, met elkaar kennismaken en ervaringen delen waarbij de vereniging een ondersteunende rol speelt. 

De vereniging legt zich toe op het vergroten van de algemene kennis over verschillende groeistoornissen,  streeft naar een gelijkwaardige behandeling in de maatschappij en zet zich in voor normalisatie waarbij diversiteit wordt omarmd  
De Sportcommissie organiseert evenementen in samenwerking met onder meer de Dirk Kuyt Foundation en De Hoogstraat Revalidatie.

### Belangenbehartiging

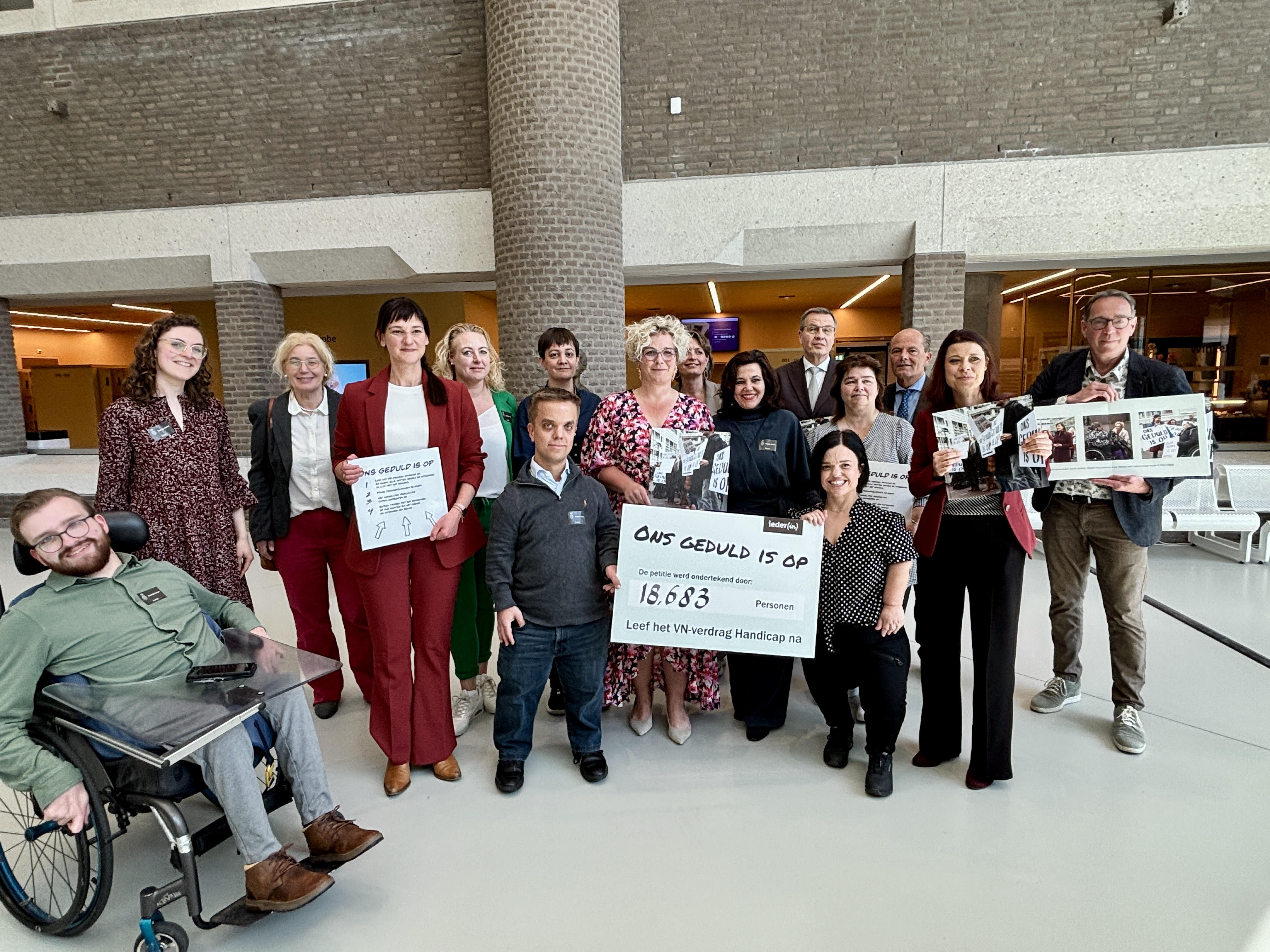
Een diverse groep mensen staat in de statenpassage van de Tweede Kamer der Staten-Generaal. Ze overhandigen de petitie "Ons geduld is op" aan de vaste Kamercommissie voor Volksgezondheid, Welzijn en Sport (VWS).Van links naar rechts zijn zichtbaar: Joris Berkers, Lydia Vlagsma, Roos Hoelen, Sarah Dobbe, Susanna Blom, Agnes Joseph, Thibault Krommenhoek, Wieke Paulusma, Ise Saris, Deborah Lauria, Sophie H. Turner, Harry Bevers, Folkert Thiadens, Mariska Rikkers, Lisa Westerveld en Thijs Hardick.

De Belangenvereniging van Kleine Mensen (BVKM) is actief betrokken bij de politieke belangenbehartiging voor mensen met een handicap. In deze hoedanigheid werkt de vereniging samen met koepelorganisaties als Ieder(in), Vereniging Gehandicaptenzorg Nederland en de VSOP, die zich inzetten voor een toegankelijke samenleving en de implementatie van het VN-verdrag inzake de rechten van personen met een handicap (VN-verdrag Handicap).

#### Actieve bijdrage aan petities en beleidsbeïnvloeding
De BVKM is medeondertekenaar van diverse landelijke petities en oproepen aan de overheid, gericht op het verbeteren van de positie van mensen met een beperking. In maart 2024 nam de BVKM deel aan de petitie "Bouw woningen voor jongeren met een beperking", die aan de Tweede Kamer werd overhandigd. Deze oproep bevatte zes concrete verbeterpunten en werd gezamenlijk ingediend met organisaties als Ieder(in), Wij Staan Op!, LSVb, Per Saldo, Spierziekten Nederland, Coalitie voor Inclusie, JongPIT, Empowered by Us en anderen. De petitie riep op tot urgente maatregelen in de woningbouw voor jongeren met een beperking, vanwege het tekort aan toegankelijke, betaalbare en zelfstandige woonruimte.
Daarnaast ondersteunt de BVKM de publicatie van de bundel "Ons Geduld is Op", waarin ervaringsverhalen van mensen met een beperking zijn verzameld. Deze bundel onderstreept de noodzaak voor structurele implementatie van het VN-verdrag Handicap en is bedoeld voor beleidsmakers, Tweede Kamerleden en ambtenaren. De BVKM onderschrijft de oproep van Ieder(in) aan de Kamer om de uitvoering van het VN-verdrag met prioriteit te behandelen en te zorgen voor wet- en regelgeving die in lijn is met de uitgangspunten van het verdrag.

#### Reactie op politieke ontwikkelingen
Op 12 juni 2025 zou in de Tweede Kamer een debat plaatsvinden over het gehandicaptenbeleid in Nederland. Dit debat werd echter geannuleerd naar aanleiding van de val van het kabinet-Schoof en het vertrek van staatssecretaris Vicky Maeijer. De annulering leidde tot maatschappelijke en politieke verontwaardiging. Meerdere mediaplatforms, waaronder de NOS, De Avondshow met Arjen Lubach, cabaretier Pieter Derks, en de Vereniging Gehandicaptenzorg Nederland (VGN), besteedden aandacht aan de impact van het besluit op mensen met een beperking.
Binnen de politiek uitten diverse Kamerleden, waaronder Lisa Westerveld (GroenLinks-PvdA), Wieke Paulusma (D66) en Folkert Thiadens (PVV), publiekelijk hun zorgen. In hun reacties verwezen zij expliciet naar signalen vanuit de BVKM en Ieder(in). 

#### Media-aandacht en maatschappelijke zichtbaarheid
De politieke inzet van de BVKM en haar samenwerkingen hebben geleid tot zichtbaarheid in de landelijke media. Naast bovengenoemde programma's is de vereniging terug te vinden in opiniestukken, interviews en bijdragen aan campagnes rondom toegankelijkheid, zeldzame aandoeningen en representatie van mensen met dwerggroei. 
In juli 2025 verscheen een uitgebreid interview met voorzitter Victor Klein in het NRC naar aanleiding van de ophef rond een verjaardagsfeest van de Spaanse voetballer Lamine Yamal, waar mensen met dwerggroei als ‘entertainment’ werden ingezet. In het interview benadrukt Klein dat dergelijke situaties bijdragen aan stereotypering en stigmatisering, zelfs wanneer betrokkenen vrijwillig meewerken. Hij stelt: “Als Yamal iets normaal vindt, dan vinden zijn 36,6 miljoen Insta-volgers dat ook.” De situatie in Spanje leidde tot een maatschappelijke discussie over waardigheid, bewustwording en de noodzaak van representatie van mensen met een groeistoornis buiten het domein van vermaak. Klein zelf wees daarbij op het belang van professionele erkenning in entertainment boven fysieke kenmerken, en riep op tot meer aandacht voor zelfrespect en structurele kansen voor mensen met dwerggroei.

## Samenwerkingsverbanden
De vereniging staat, als patiëntenvereniging voor skeletdysplasie, in nauw contact met onder meer het Wilhemina Kinderziekenhuis, het UMCU, het MUMC+ en het LUMC.

#### Partners
De BVKM werkt samen met externe partijen, waaronder:
- Ieder(in)
- Skeletal Dysplasias Alliance
- United Nations. N/D. Convention on the Rights of Persons with Disabilities (CRPD).
- Dirk Kuyt Foundation
- EURORDIS-Rare Diseases Europe (EURORDIS)

#### Zusterverenigingen
- Bundesverband Kleinwüchsige Menschen und ihre Familien - BKMF (Duitsland)
- Restricted Growth Association (Verenigd Koninkrijk)
- Little People of America (Verenigde Staten)
- Little People of Canada (Canada)
- Association des Personnes de Petite Taille (Frankrijk)

#### Sportverenigingen
- International Dwarf Sport Federation (organisator World Dwarf Games)
- Dwarfs Sports Association UK
- Dwarf Athletic Association of America